# Aeronutronic
Aeronutronic була оборонним та космічним підрозділом компанії Ford Motor створена у 1956 як Aeronutronic Systems, Inc.
У 1961 Ford купив Philco і об'єднав дві компанії у 1963. Aeronutronic надавав підтримку у розробленні Проекту Комічна Вантажівка. Philco Aeronutronic став основним постачальником комунікаційного обладнання для NASA 1960 році, також будував консолі дляКосмічного центру ім. Ліндона Джонсона у Х'юстоні. Багато ділянок компанії Philco було продано у 1970-х та 80-х роках, поки у 1975 не залишився один підрозділ Aeronutronic. Його було перейменовано на  Аерокосмічну та Комунікаційну корпорацію Ford у грудні 1976, а потім знов на Аерокосмічну корпорацію Ford у січні 1988.
У жовтні 1990 те, що залишилося було продано Loral і стало Space Systems/Loral.
У 1996 захисна електроніка та системи інтеграції Loral було придбано Lockheed Martin.
Завод було закрито у 1997.

## Продукція
- AGM-88 HARM (субпідрядник)
- AIM-9 Sidewinder
- AN/AAS-38 (F/A-18 FLIR)
- Have Dash
- LGM-118 Peacekeeper (субпідрядник)
- LGM-30 Minuteman (субпідрядник)
- MGM-51 Shillelagh
- MIM-72 Chaparral
- Pave Knife
- Pave Tack
- UGM-73 Poseidon (субпідрядник)
- Trident (missile) (субпідрядник)